# پارک ویو (واشینگتن دی‌سی)
پارک ویو (به انگلیسی: Park View) یک منطقهٔ مسکونی در ایالات متحده آمریکا است که در واشینگتن، دی.سی. واقع شده‌است. پارک ویو ۴٬۹۱۳ نفر جمعیت دارد.